# 同・級・生
『同・級・生』（どう・きゅう・せい）は、柴門ふみの漫画、またこれを原作とする1989年7月3日から9月25日までフジテレビ系列の月曜9時枠で放送されたテレビドラマ。
小学館『ビッグコミックスピリッツ』に連載された。1988年（昭和63年）に小学館から「Big spirits comics special」として単行本上下巻が刊行される。その後、1995年（平成7年）に小学館文庫から、2010年（平成22年）に文春文庫から文庫化されている。

## テレビドラマ
会社勤めをしているある若手サラリーマンの主人公と彼の周辺の人間との間に繰り広げられる人間模様を描いたドラマ。坂元裕二の連続ドラマ初脚本作品である。また、当時フジテレビアナウンサーであった中井美穂の女優デビュー作としても話題になった。
担当プロデューサーの山田良明によると、TVドラマ『同・級・生』は当初大石静の脚本で企画が進行しており、第1話も書き上がっていたという。しかし、山田が気になっていた脚本家である坂元裕二に何話分か書いてもらったところ、その書き上げた脚本のクオリティや新鮮さに感激した山田が大石静に興奮して読ませた結果、坂元の脚本のクオリティに驚いた大石が「今回はこの若者にお任せしましょう」と坂元に譲る形で、坂元の連続ドラマ脚本デビューが決まった。

### キャスト
- 名取ちなみ：安田成美
- 鴨居透：緒形直人
- 佐倉杏子：菊池桃子
- 飛鳥浩史：石田純一
- 沢口優子：山口智子
- 秋山茜：中井美穂
- 江藤拓也：勝俣州和
- 堤礼二：戸田研一郎
- 海江田一樹：宅麻伸
- 浅野ゆう子（友情出演）
- 陣内孝則（最終話に友情出演）
- 網浜直子
- 大島智子
- 黒田アーサー

### 主題歌・挿入歌
- ZIGGY「GLORIA」（徳間ジャパンコミュニケーションズ）
  - 久保田利伸「Missing」（ソニー・ミュージックレコーズ）※第2話・第10話のみ

### スタッフ
- 原作：柴門ふみ
- 脚本：坂元裕二
- 演出：光野道夫、中野昌宏、永山耕三
- 音楽：藤村春水
- 原案協力：園田健也、高品南、明石修
- プロデュース：山田良明、清野豊
- 製作著作：フジテレビ

### サブタイトル
| 各話   | 放送日        | サブタイトル              | 演出     | 視聴率 |
| ------ | ------------- | ------------------------- | -------- | ------ |
| 第1話  | 1989年7月3日  | あの日に帰りたい          | 光野道夫 | 14.0%  |
| 第2話  | 1989年7月10日 | 再会!まだキミを愛してる!! | 光野道夫 | 14.1%  |
| 第3話  | 1989年7月17日 | 愛が間に合うなら          | 中野昌宏 | 13.9%  |
| 第4話  | 1989年7月24日 | 新しい恋                  | 中野昌宏 | 14.5%  |
| 第5話  | 1989年7月31日 | 突然のプロポーズ          | 永山耕三 | 16.6%  |
| 第6話  | 1989年8月7日  | 恋人に戻れない!           | 光野道夫 | 12.6%  |
| 第7話  | 1989年8月14日 | 思い出にさよなら          | 光野道夫 | 12.2%  |
| 第8話  | 1989年8月21日 | 新しい恋に走って          | 中野昌宏 | 13.2%  |
| 第9話  | 1989年8月28日 | 私、結婚します!           | 永山耕三 | 14.4%  |
| 第10話 | 1989年9月4日  | もう離さない              | 光野道夫 | 13.8%  |
| 第11話 | 1989年9月11日 | 今夜、君を帰したくない!   | 中野昌宏 | 15.5%  |
| 第12話 | 1989年9月18日 | 今、本当に好きなのは誰?   | 永山耕三 | 12.8%  |
| 第13話 | 1989年9月25日 | 愛と青春の旅立ち          | 光野道夫 | 20.8%  |

## テレビドラマ版の評価
- 木俣冬は、坂元裕二が脚本を担当したTVドラマ版について「『会話が途切れることを「天使が通った」っていうんだって』だとか『ひとりのさみしさよりも二人の寂しさがつらい』というような叙情的な台詞も相まって、溌剌とした原作よりもしっとりした風情を醸す」と評価している[3]。